# Bò u
Bò u hay Bò Zebu hay bò Zêbu (danh pháp hai phần: Bos primigenius indicus hoặc Bos indicus) là tên gọi chung một nhóm các giống bò u nhiệt đới (Bos indicus), có nguồn gốc ở khu vực Nam Á vùng tiểu lục địa Ấn Độ như các nước Ấn Độ, Pakistan, một số nước Châu Phi. Hiện có trên 30 giống bò Zêbu, tập trung chủ yếu ở các nước nhiệt đới và cận nhiệt đới. Bò Zebu nuôi chủ yếu để cày kéo, ngoài ra còn lấy thịt, sữa và các phụ phẩm như da, sừng, móng...
Chúng có số lượng nhiễm sắc thể 2n = 60.

## Đặc điểm
Đặc điểm chung của các giống bò Zêbu là có tầm vóc khá lớn, kết cấu ngoại hình chắc chắn, u vai (bướu) phát triển, yếm và rốn phát triển, tai to và cúp, mặt dài, trán dô, sừng thẳng, chân thanh chắc, màu sắc đa dạng như lông hoặc màu nâu, nâu cánh gián, hoặc màu trắng, màu xám, hoặc màu vàng, màu nâu điểm đốm vài vệt trắng, màu sắc đa dạng, năng suất sữa, thịt trung bình nhưng thích nghi tốt với điều kiện nhiệt đới nóng ẩm và hệ thống chăn nuôi đầu tư thấp, ít bệnh tật và ký sinh trùng.
Nhóm bò có u, kích cỡ và hình dạng u khác nhau bởi giống, tuổi và giới tính. Đặc điểm quan trọng nhất của nhóm này là thích nghi tốt với môi trường nhiệt đới nóng ẩm. Khả năng chịu được môi trường nhiệt độ cao, nhu cầu dinh dưỡng thấp, có khả năng tiêu hóa và sử dụng thức ăn tốt ngay cả khi mức nuôi dưỡng thấp. Kháng được ve và những bệnh do ve gây ra. Tuy nhiên nhóm này có điểm hạn chế là nhỏ con, chậm lớn, năng suất thịt và sữa đều thấp hơn so với bò ôn đới.
Những giống bò Zebu được ưa chuộng nhất là Sahiwal, Red Sindhi (Sind), cả hai giống này đều có nguồn gốc từ Pakistan. Trong các giống bò Zêbu có những giống cho thịt như Bò Brahman, Bò Africander..., có những giống kiêm dụng thịt, sữa như Bò Sindhi đỏ, Bò Sahiwal, Bò Ongola, Bò Thaparka, Bò Guzerat... So với các loại bò châu Âu, nhỏ con hơn nhưng thích hợp với khí hậu nóng ẩm, chống được nhiều loại bệnh ký sinh trùng nhiệt đới.

## Giống lai
Ở Việt Nam, không thể nhập những giống này về nuôi thuần với quy mô rộng lớn vì tiền nhập bò giống rất cao, Bò thuần nhập nội có yêu cầu cao về chuồng trại, chăm sóc nuôi dưỡng mà trong điều kiện chăn nuôi nhỏ nông hộ khó đáp ứng được, Khả năng sinh sản thấp. Không thích hợp với khí hậu nóng ẩm nhiệt đới và khả năng chống chịu kém đối với ký sinh trùng (ve, ruồi, muỗi) và bệnh do ký sinh trùng gây ra. Mục đích của Việt Nam là có một giống bò tập trung được những đặc điểm quý của bò Vàng Việt Nam và khả năng sản xuất cao của bò ngoại. Để đạt được mục đích trên, phương pháp phổ biến nhất, hiệu quả nhất là thông qua con đường lai tạo. Vì khối lượng bò Vàng rất nhỏ (bò cái khoảng 180 kg) không thể mang thai bò ngoại (đực giống ngoại 800-1.000 kg), vì vậy mà con đường lai tạo phải được tiến hành qua 2 bước:
- Bước 1: Sử dụng đực Zebu (Sind, Sahiwal, Brahman) để cải tạo bò Vàng đã được chọn lọc để tạo ra con lai Zebu chất lượng cao (hay đàn bò nền đã được cải tiến). Con lai Zebu về cơ bản giữ được những đặc điểm quý của bò Vàng nhưng khối lượng tăng lên rõ rệt (bò cái 270–300 kg tùy mức độ lai máu). Với khối lượng như vậy con lai Zebu có đủ khả năng mang thai bò chuyên dụng thịt và điều rất quan trọng nữa là bò mẹ đủ sữa nuôi bê lai từ bò bố hướng sữa hoặc hướng thịt.
- Bước 2: Lai tạo bò theo hướng sản xuất thịt và sữa. Bò lai Zebu ở bước 1 chưa đáp ứng yêu cầu chăn nuôi hàng hóa theo hướng thịt sữa, vì vậy không thể dừng lại ở bước 1 mà tiếp tục sử dụng tinh của các giống bò chuyên thịt, chuyên sữa để tạo ra con lai chuyên dụng thịt hoặc sữa.

Như vậy, chiến lược cải tiến giống bò Vàng Việt Nam theo hướng thịt gồm
- Bước 1: Zebu hóa bò Vàng tạo ra con lai Zebu.
- Bước 2: Sử dụng tinh bò chuyên dụng thịt phối cho bò cái lai Zebu để tạo ra con lai F1 có 3 máu theo hướng thịt.
- Bước 3: Thăm dò công thức lai có 3/4 hoặc 5/8 máu bò chuyên thịt.

Vào giữa những năm 90 của thế kỷ XX, được sự hỗ trợ kinh phí của Ngân hàng Thế giới (WB), Việt Nam tiến hành "Chương trình cải tạo đàn bò Vàng Việt Nam" với việc sử dụng tinh các giống bò Zebu (bò U), (các giống Red Sindhi, Sahiwal và Brahman) để phối cho bò cái Vàng Việt Nam đã qua tuyển chọn, tạo ra bò lai Zebu. Chương trình được tiếp tục cho đến nay với nguồn kinh phí của Nhà nước, góp phần làm tăng tỷ lệ bò lai Zebu trên phạm vi toàn quốc. Hiện nay, đàn bò lai Zebu chiếm khoảng 40 – 45% tổng đàn và được phân bố ở hầu khắp các tỉnh, thành, đặc biệt là ở Hà Nội, Vĩnh Phúc, Nam Định, Ninh Bình, Hải Dương, Hưng Yên, Tp. Hồ Chí Minh, An Giang, Long An,
Bò lai Zebu đã khắc phục được những nhược điểm của bò Vàng, tập trung được những đặc tính quý của cả hai giống bò Vàng và bò Zebu. Bò lai Zebu có nhiều đặc điểm gần giống như bò Zebu: đầu hẹp, trán gồ, yếm và rốn rất phát triển, u vai cao và nổi rõ, mình ngắn, ngực sâu, mông dốc, bầu vú khá phát triển, âm hộ có nhiều nếp nhăn, đa số đuôi dài.	Tuy nhiên, khả năng cho thịt vẫn còn thấp. Để tạo ra đàn bò theo hướng chuyên thịt, cần chọn lọc những bò cái lai Zebu đạt tiêu chuẩn giống, khối lượng trên 250 kg, không bệnh tật và cho phối tinh nhân tạo với tinh của các đực giống chuyên thịt cao sản (đực giống Limousin, Droughtmaster, B.B.B) để tạo ra con lai ba máu. Những đực giống sinh ra nuôi vỗ béo và giết thịt. Những bò cái đạt tiêu chuẩn cho phối giống tiếp. Đây là hướng lai tạo bò chuyên thịt để cải tạo đàn bò.
- Dùng tinh đực giống Limousin phối cho bò cái lai Zebu. Dùng tinh đực giống Limousin phối cho bò cái lai Zebu tạo ra bê lai F1. Bê có khối lượng sơ sinh 20 – 21 kg. Khối lượng lúc 24 tháng tuổi 300 – 320 kg. Tỷ lệ thịt xẻ 52 – 54%.
- Dùng tinh đực giống Droughtmaster phối cho bò cái lai Zebu. Bê lai F1 tạo ra có khối lượng sơ sinh trung bình 19 kg. Khối lượng lúc 24 tháng tuổi 360 kg. Tỷ lệ thịt xẻ 52 – 54%
- Dùng tinh đực giống B.B.B phối cho bò cái lai Zebu. Bê lai F1 sơ sinh có khối lượng trung bình 25 – 28 kg. Khả năng tăng trọng cao, khối lượng lúc 24 tháng tuổi đạt 500 – 520 kg. Tỷ lệ thịt xẻ 58 – 60%.

Thực tế cho thấy đàn bò lai Sind nổi tiếng ở Sài Gòn, Long An, Tây Ninh hay bò lai thịt Phú Yên đều hình thành từ những vùng có nguồn thức ăn dồi dào và sẵn cỏ quanh năm. Vì vậy, trước khi muốn lai tạo cải tiến chất lượng đàn bò địa phương thì điều trước tiên cần làm là cải tiến nguồn thức ăn cho chúng. Mọi chương trình cải tạo giống, mọi thử nghiệm giống năng suất cao sẽ thất bại nếu không bảo đảm được điều kiện nuôi dưỡng mà trong đó quan trọng nhất là thức ăn và dinh dưỡng. Người quản lý thường hay nóng vội chủ quan mong muốn trong một thời gian ngắn đàn bò địa phương phải được lai tạo cấp tiến với các giống bò Zebu và các giống bò cao sản khác theo hương thịt hoặc sữa. Rất nhiều chương trình đã bị thất bại.

### Angus x Zebu
Bò lai Red Angus-Zebu là giống bò được tạo ra bằng việc sử dụng tinh bò red Angus phối với bò cái lai Zebu (bò U). Bò lai Angus có màu đỏ, vằn vàng đỏ nhạt, không có sừng. Bò F1 phát triển tốt, ít bệnh trong điều kiện nuôi bán chăn thả, khí hậu nóng, ẩm. Bò có chất lượng thịt tốt, có vân mỡ (mỡ dắt) xen kẽ trong thớ thịt giúp thịt mềm và béo. Giống bò này là giai đoạn từ sơ sinh đến 5 tháng tuổi khối lượng không lớn và tăng trọng chậm, tuy nhiên từ 6 tháng tuổi trở lên, bò sinh trưởng, phát triển nhanh, tỷ lệ thịt cao hơn so với các giống bò lai khác. Khối lượng bê sơ sinh nặng 24 – 25 kg, bê 6 tháng tuổi nặng 100 – 130 kg, bê 12 tháng tuổi nặng 170 – 210 kg. Bò đực 21 tháng tuổi nặng 300 – 380 kg, bò cái 21 tháng tuổi nặng 270 – 340 kg. Tăng trưởng bình quân 400 – 500 g/ngày. Tỷ lệ thịt xẻ đạt 60 - 62%.

### HF x Zebu
Các loại hình bò sữa lai giữa bò HF với bò lai Zebu hiện nay đã có nhiều thế hệ lai F1, F2, F3, F4… giữa bò HF với bò lai Zêbu. Bò lai F1 1/2 máu HF: năng suât sữa BQ trên 1 bò vắt sữa 3000 – 3500 kg/ck, tỷ lệ bơ 3,9 – 4,0%. Bò lai F2 3/4 máu HF: năng suất sữa BQ 3800 – 4200 kg/con/ck. Bò lai F3 7/8 máu HF: năng suất sữa có thể cao hơn F1, F2 nếu điều kiện chăm sóc nuôi dưỡng, quản lý, phòng trừ dịch bệnh… phù hợp và tạo môi trường thuận lợi cho bò có tỷ lệ máu HF cao (chống nóng, ẩm).